# Ipsea
Ipsea es un género que tiene asignada tres especies de orquídeas. Es originaria de Tailandia.

## Taxonomía
El género  fue descrito por John Lindley y publicado en The Genera and Species of Orchidaceous Plants 124. 1831.

## Especies
- Ipsea malabarica (Rchb.f.) Hook.f., Fl. Brit. India 5: 812 (1890).
- Ipsea speciosa Lindl., Gen. Sp. Orchid. Pl.: 124 (1831).
- Ipsea thailandica Seidenf., Contr. Orchid Fl. Thailand 13: 14 (1997).